# Dina Merrill
Pour les articles homonymes, voir Merrill.
Dina Merrill est une actrice et productrice américaine née le 29 décembre 1923 à New York dans l'État de New York aux États-Unis et morte le 22 mai 2017 à East Hampton dans le même État américain, des suites de la maladie à corps de Lewy,.

## Biographie
Née Nedenia Marjorie Hutton à New York, elle est le seul enfant du financier Edward Francis Hutton et de l'héritière Marjorie Merriweather Post. Elle est aussi la cousine de l'héritière Barbara Hutton (1912-1979).

## Filmographie

### Actrice

#### Cinéma
- 1957 : Une Femme de tête (The Desk set) : Sylvia Blair
- 1958 : A Nice Little Bank That Should Be Robbed de Henry Levin : Margie Solitaire
- 1959 : Catch Me If You Can de Don Weis
- 1959 : Tiens bon la barre, matelot (Don't Give Up the Ship) de Norman Taurog : Ens. Rita J. Benson
- 1959 : Opération Jupons (Operation Petticoat) de Blake Edwards : Lt. Barbara Duran, RN
- 1960 : La Vénus au vison (BUtterfield 8) : Emily Liggett
- 1960 : Horizons sans frontières (The Sundowners) : Jean Halstead
- 1961 : Le Temps du châtiment (The Young Savages) : Karin Bell
- 1961 : Twenty Plus Two : Nicki Kovacs / Doris Delaney
- 1963 : Il faut marier papa (The Courtship of Eddie's Father) : Rita Behrens
- 1965 : I'll Take Sweden (en) de Frederick de Cordova : Karin Granstedt Martoni
- 1970 : Aru heishi no kake : Kelly Allen
- 1973 : Running Wild : Whit Colby'
- 1974 : Throw Out the Anchor : Lindy Baker
- 1975 : The Meal
- 1977 : Le Plus Grand (The Greatest) : Velvet Green
- 1978 : Un mariage (A Wedding) de Robert Altman : Antoinette 'Toni' Sloan Goddard
- 1980 : Just Tell Me What You Want : Connie Herschel
- 1983 : Anna to the Infinite Power : Sarah Hart
- 1986 : Twisted : Nell Kempler
- 1988 : Le Golf en folie 2 (Caddyshack II) : Cynthia Young
- 1990 : Visions en direct (Fear) de Rockne S. O'Bannon : Catherine Tarr
- 1991 : True Colors : Joan Stiles
- 1992 : The Player : Celia
- 1993 : Suture : Alice Jameson
- 1995 : Point of Betrayal
- 1995 : Open Season : Doris Hays-Britton
- 1996 : Milk & Money : Ellen, la mère David
- 1998 : Mon ami Joe (Mighty Joe Young) : Society Woman
- 1999 : L'Autre sœur (The Other Sister) : Pucky
- 2003 : Les Maîtres du jeu (Shade) : Dina

#### Télévision
- 1961 : Westinghouse Presents: The Dispossessed (TV) : Annette DeGrande
- 1962 : The Expendables (TV)
- 1966 : Bonanza (The Pursued, part 1) : Susannah Clauson
- 1968 : Dernière mission à l'Est (The Sunshine Patriot) (TV) : Brancie Hagen
- 1969 : Seven in Darkness (TV) : Emily Garth Pleasent
- 1969 : The Lonely Profession (TV) : Beatrice Savarona
- 1969 : Mission impossible, épisode double B230 (The Controllers) (TV) : Meredyth
- 1971 : Mr. and Mrs. Bo Jo Jones (TV) : Mrs. Greher
- 1971 : Le Virginien (TV) saison 9 épisode 18 (The Angus Killer) : Laura Duff
- 1972 : Family Flight (TV) : Florence Carlyle
- 1973 : The Letters (TV) : Penelope Parkington (The Parkingtons Episode)
- 1976 : Kingston (TV) : Helen Martinson
- 1979 : Racines 2 ("Roots: The Next Generations") (feuilleton TV) : Mrs. Hickinger
- 1979 : The Tenth Month (TV) : Cele
- 1983 : The Brass Ring (TV) : la mère
- 1983 : Le Fracas du silence (Not in My Family) (TV) : Clair Worth
- 1984 : Hot Pursuit (série télévisée) : Estelle Modrian
- 1989 : Ascenseur pour le passé (Turn Back the Clock) (TV) : Maureen Dowd
- 1995 : Une nounou d'enfer, saison 3, épisode 9 : les Jeux de l'amour (série télévisée) : Elisabeth Sheffield
- 1997 : L'Amour en prime (Something Borrowed, Something Blue) (TV) : Lydia D'Arcy, la mère Monique
- 1998 : Les Flocons de l'amour (A Chance of Snow) (TV) : Merilee Parker
- 2002 : La Splendeur des Amberson (The Magnificent Ambersons) (TV) : Mrs. Johnson
- 2002 : Éternelle jeunesse (The Glow) (TV) : Phoebe

### Productrice
- 1996 : Milk & Money

## Récompenses et nominations

### Récompenses
Dina Merrill reçoit le Women's International Center (WIC) Living Legacy Award, en 1994, et elle est couronnée pour l’ensemble de sa carrière par le Prix de l’American Academy of Dramatic Arts en avril 2005.